# Ірорі

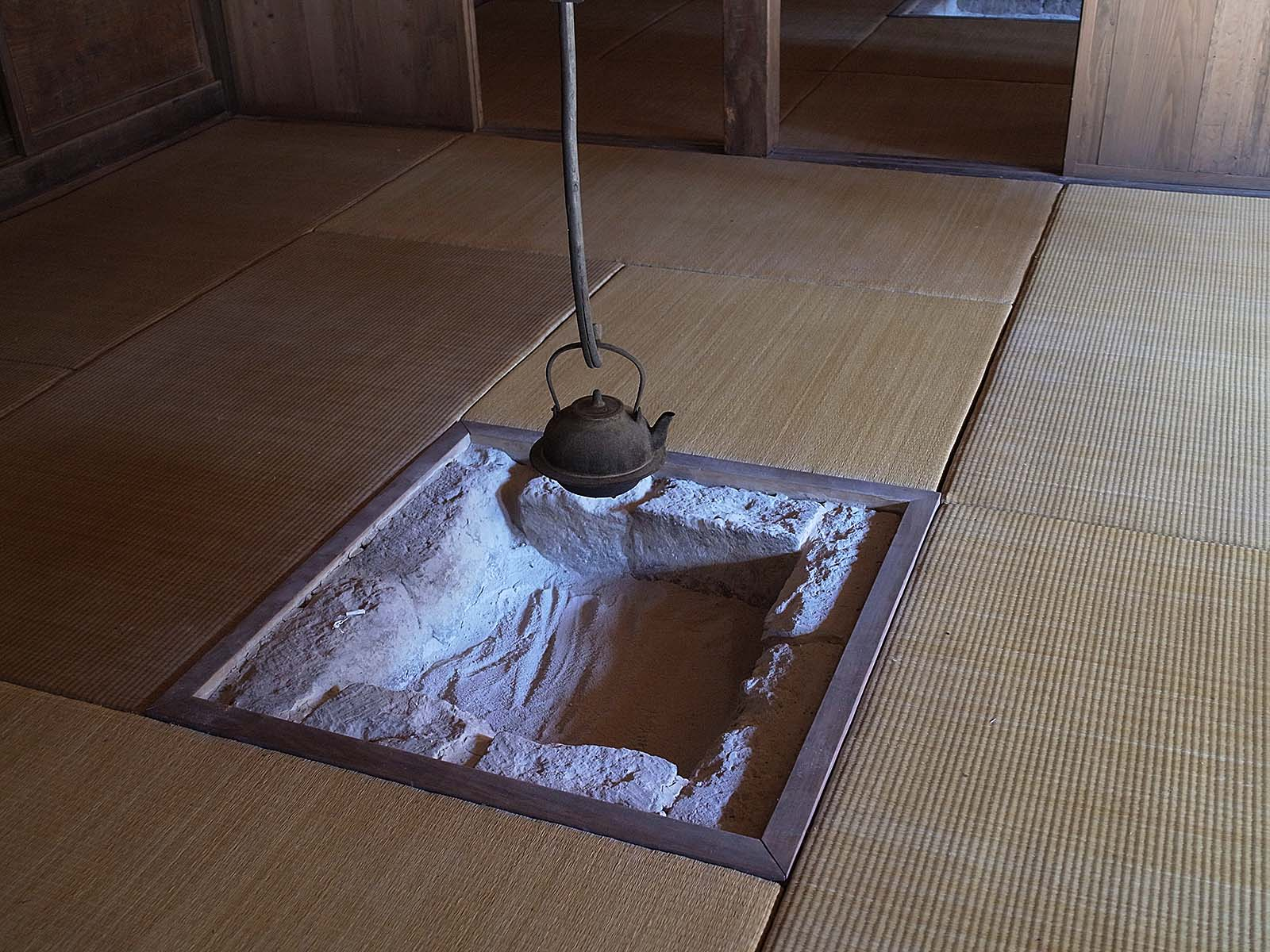
Ірорі

Ірорі (囲炉裏,居炉裏) — традиційне японське приопущене вогнище. Застосовується для опалення будинку та для приготування їжі. Це, по суті, квадратна, викладена кам’яною ямою підлога, над якою встановлений гачок, джизаікаґі (自在鉤), що як правило, складається із залізного стержня в бамбуковій трубці. Він використовується для підняття або опускання підвішеної каструлі або чайника за допомогою прикріпленого важеля, який часто декоративно оформлений у формі риби.
Традиційно ірорі був однією з найважливіших частин дому, однак з розвитком міст і урбанізацією, ірорі залишилися лише у деяких сільських або старих міських будинках. Ірорі залишився символом збору разом, спілкування та обміну.
Навколо ірорі був розміщений мат з рисової соломи (мушіро).

## Галерея

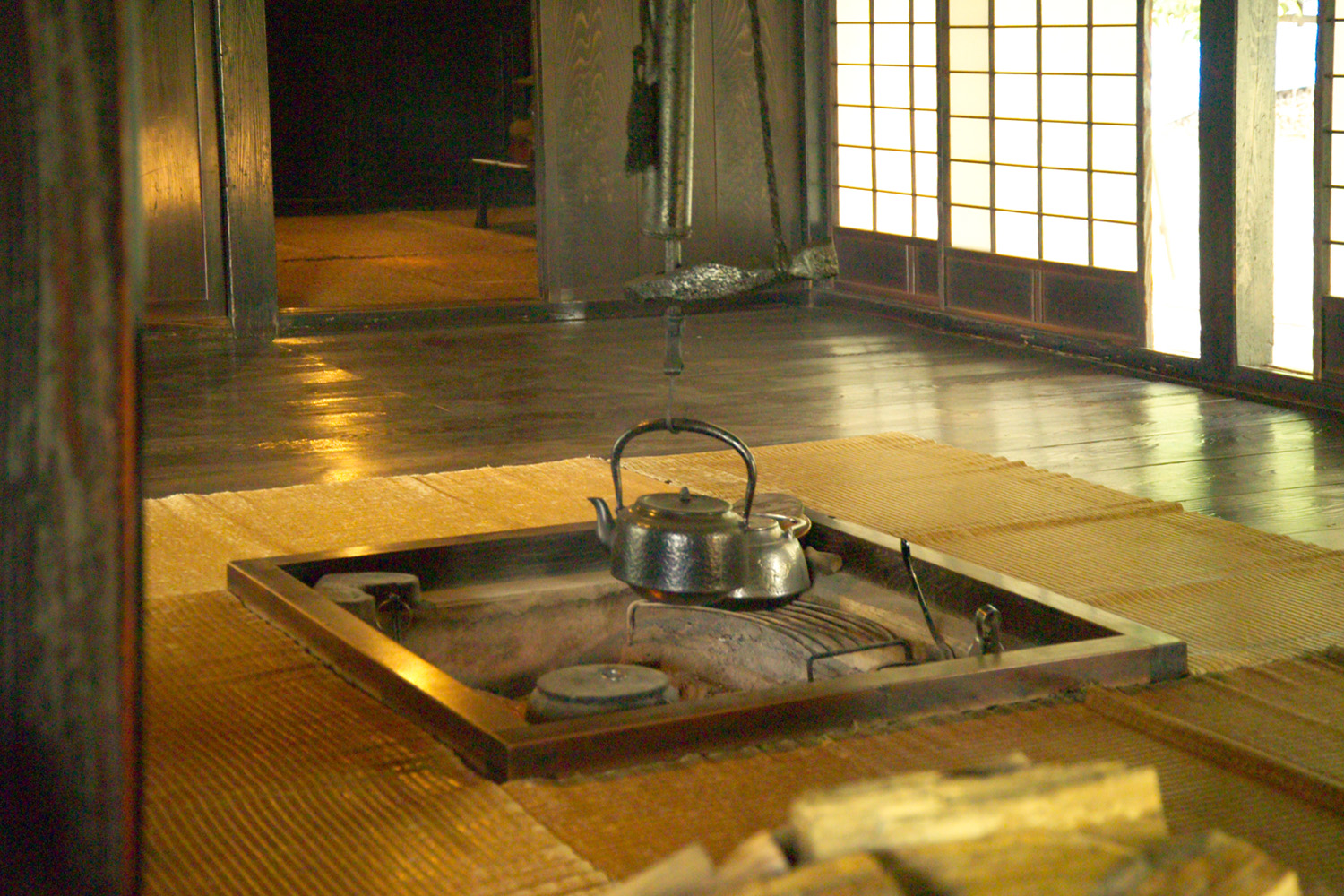
Ірорі
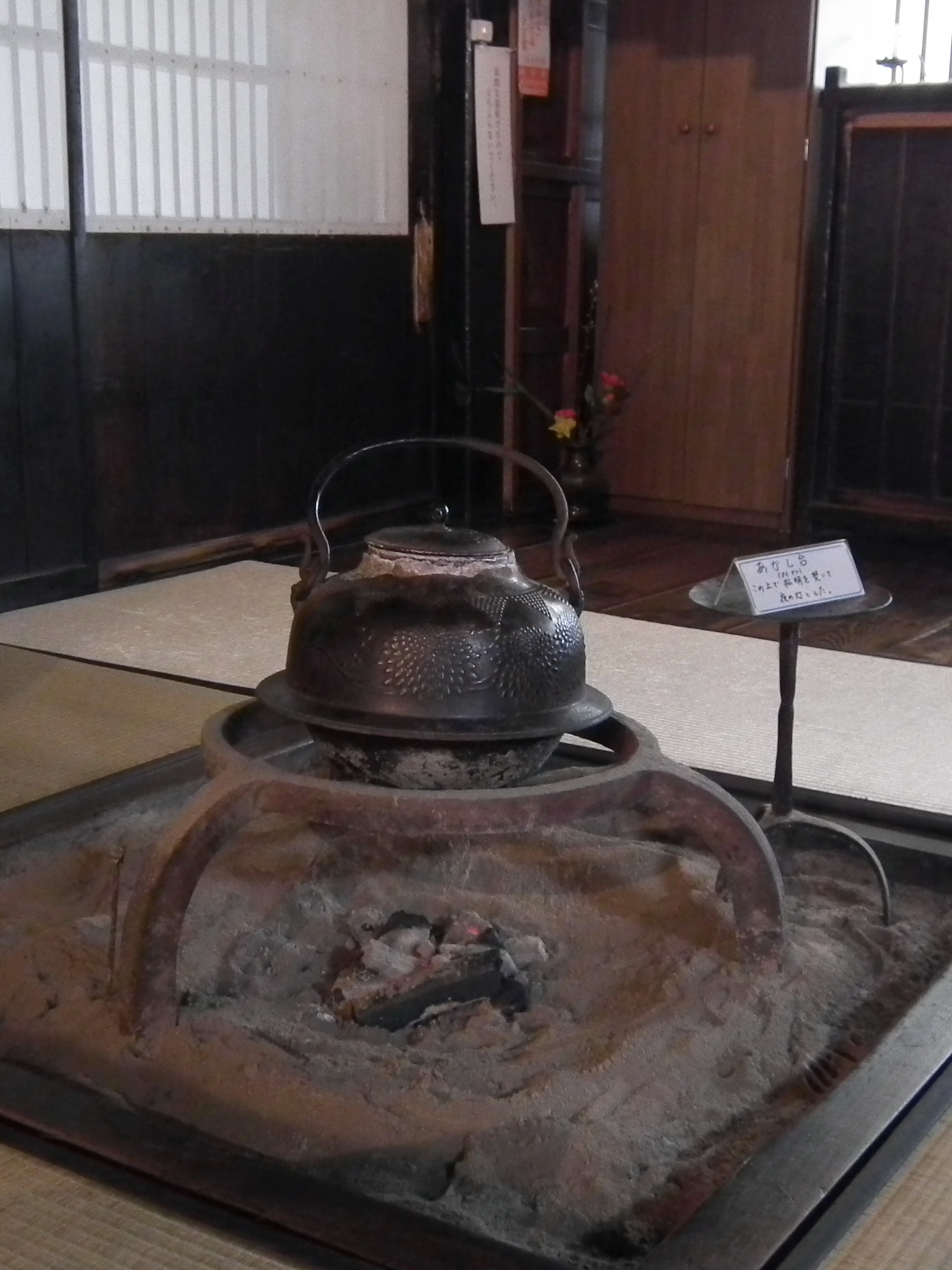
Невелике ірорі
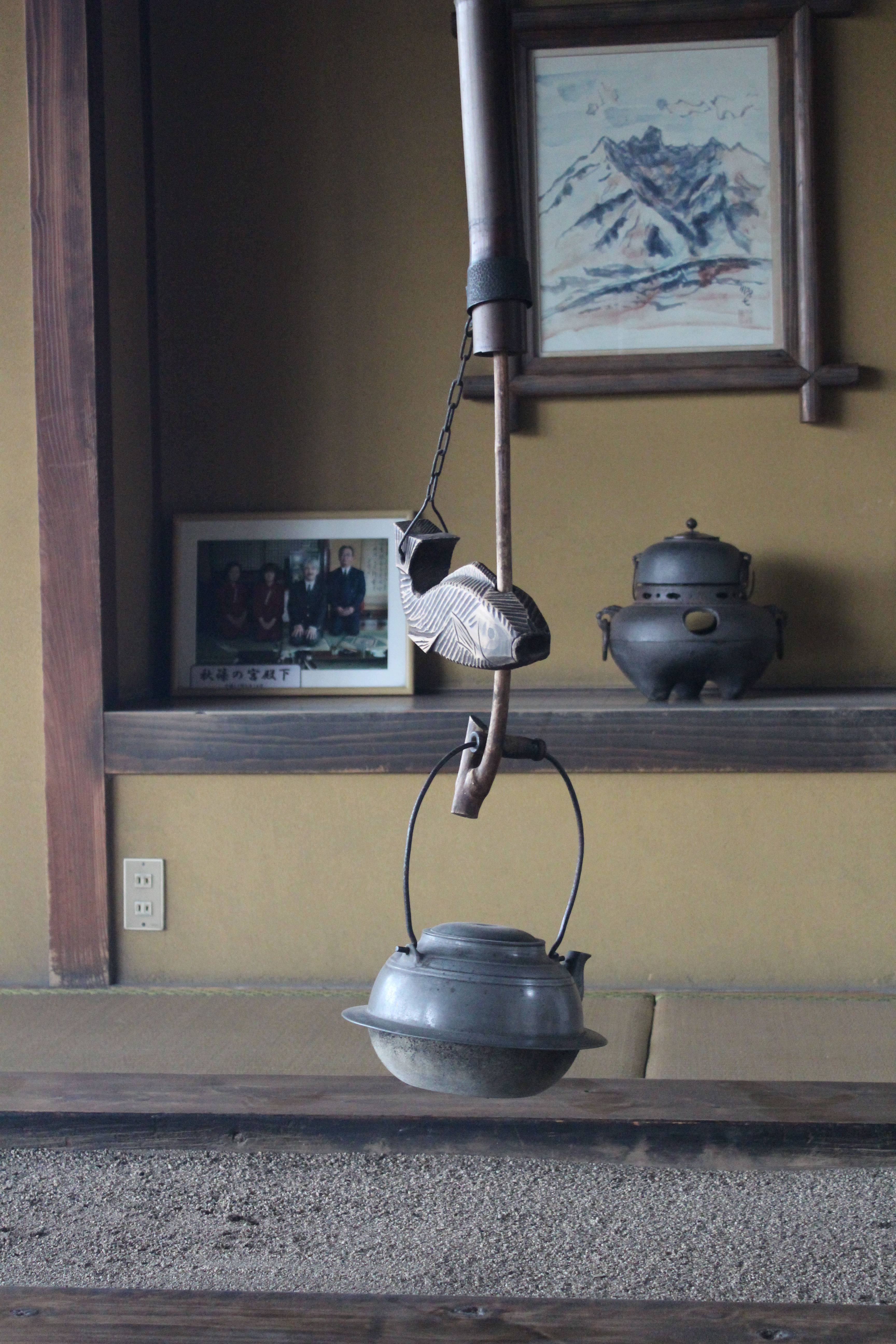
Гак джизаікаґі з противагою у формі риби
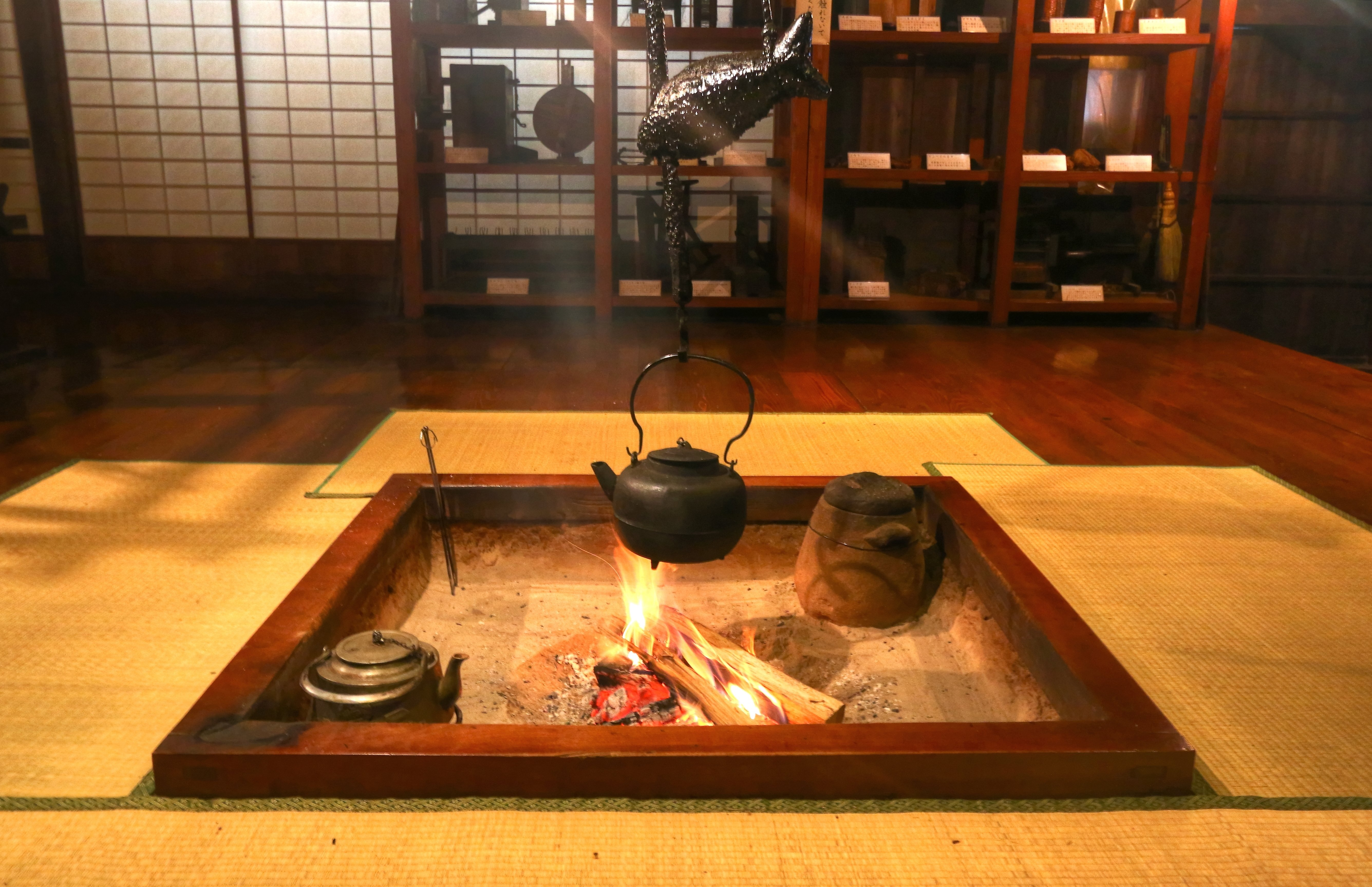
Ірорі у використанні
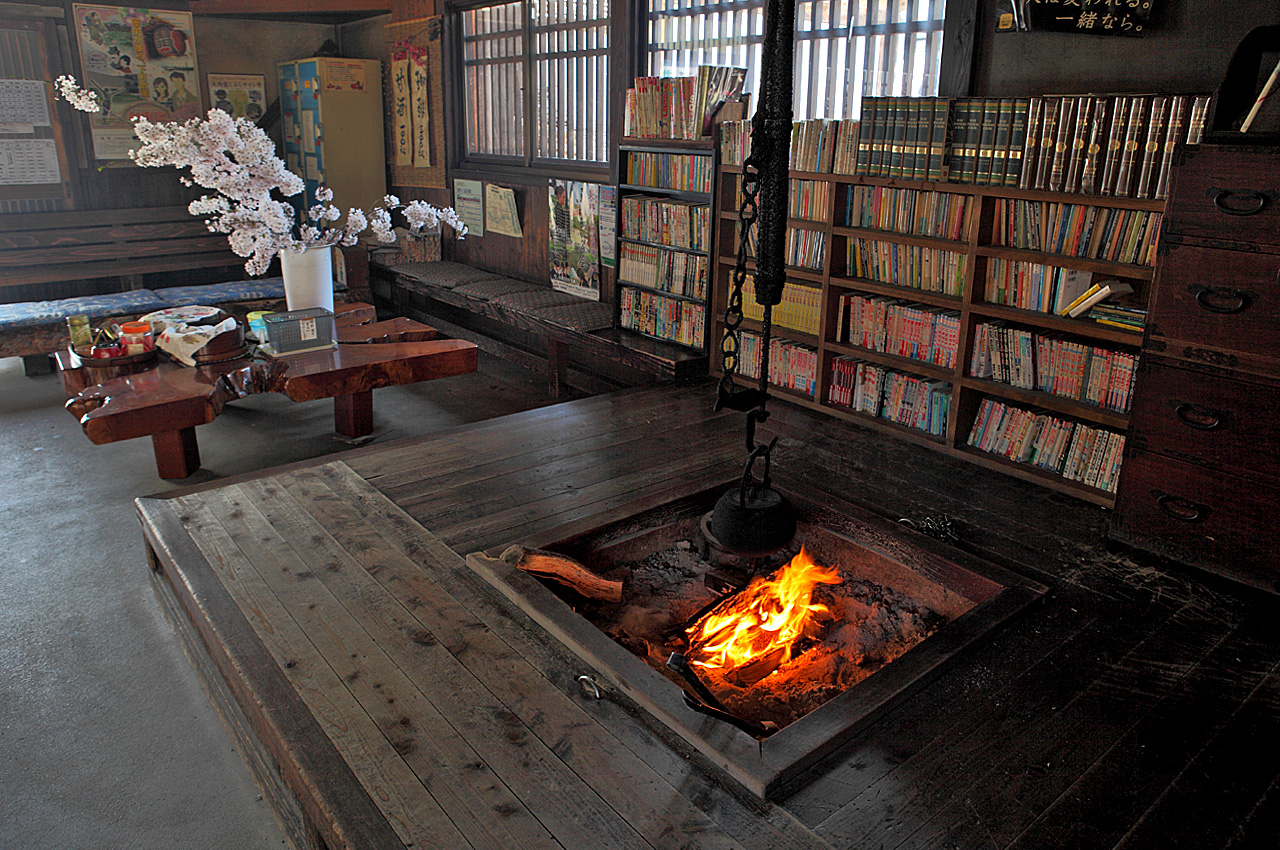
Ірорі в залі очікування залізничного вокзалу, 2010 рік